# Simone van de Kraats
Pour les articles homonymes, voir De Kraats.
Simone van de Kraats est une joueuse néerlandaise de water-polo née le 15 novembre 2000 à Barneveld, dans la Gueldre. Elle a remporté avec l'équipe des Pays-Bas la médaille de bronze du tournoi féminin aux Jeux olympiques d'été de 2024, organisés à Paris.